# Rosana (Wax)
Rosana is een nummer en single van de Amerikaanse rapper Wax.
Het was oorspronkelijk uitgebracht op Wax's mixtape Eviction Notice  in November 2011. Later werd het als single uitgebracht in juli 2012, maar zonder succes. Het werd ook uitgebracht op Wax's album Continue. In maart 2013 werd het opnieuw uitgebracht in Europa en bereikte het de eerste plaats in Oostenrijk en de top 10 in Duitsland, Zwitserland en Nederland.

## Videoclip
De videoclip werd uitgebracht in juli 2012. In de clip wordt Rosana gespeeld door Melissa Soria. De regisseur was Casey Chan.

## Tracklist
| Soort geluidsdrager | Uitgebracht | Tracks   | Duur |
| ------------------- | ----------- | -------- | ---- |
| Cd-single           | 29-03-2013  | Rosana   | 3:55 |
| Cd-single           | 29-03-2013  | Continue | 5:01 |

## Hitnoteringen
| Hitlijst            | Datum van binnenkomst | Hoogste positie | Aantal weken | Laatste notering |
| ------------------- | --------------------- | --------------- | ------------ | ---------------- |
| Single Top 100      | 11-05-2013            | 16              | 17           | 31-08-2013       |
| Nederlandse Top 40  | 25-05-2013            | 9               | 13           | 17-08-2013       |
| Vlaamse Ultratop 50 | 22-06-2013            | 24              | 12           | 14-09-2013       |
| Duitse Top 100      | 30-03-2013            | 7               | 21           | 17-08-2013       |
| Oostenrijkse Top 75 | 29-03-2013            | 1               | 24           | 06-09-2013       |
| Zwitserse Top 75    | 14-04-2013            | 7               | 22           | 08-09-2013       |

### Nederlandse Top 40
| Hitnotering: 25-05-2013 t/m 17-08-2013 | Hitnotering: 25-05-2013 t/m 17-08-2013 | Hitnotering: 25-05-2013 t/m 17-08-2013 | Hitnotering: 25-05-2013 t/m 17-08-2013 | Hitnotering: 25-05-2013 t/m 17-08-2013 | Hitnotering: 25-05-2013 t/m 17-08-2013 | Hitnotering: 25-05-2013 t/m 17-08-2013 | Hitnotering: 25-05-2013 t/m 17-08-2013 | Hitnotering: 25-05-2013 t/m 17-08-2013 | Hitnotering: 25-05-2013 t/m 17-08-2013 | Hitnotering: 25-05-2013 t/m 17-08-2013 | Hitnotering: 25-05-2013 t/m 17-08-2013 | Hitnotering: 25-05-2013 t/m 17-08-2013 | Hitnotering: 25-05-2013 t/m 17-08-2013 | Hitnotering: 25-05-2013 t/m 17-08-2013 |
| Week:                                  | 1                                      | 2                                      | 3                                      | 4                                      | 5                                      | 6                                      | 7                                      | 8                                      | 9                                      | 10                                     | 11                                     | 12                                     | 13                                     |                                        |
| -------------------------------------- | -------------------------------------- | -------------------------------------- | -------------------------------------- | -------------------------------------- | -------------------------------------- | -------------------------------------- | -------------------------------------- | -------------------------------------- | -------------------------------------- | -------------------------------------- | -------------------------------------- | -------------------------------------- | -------------------------------------- | -------------------------------------- |
| Positie:                               | 26                                     | 12                                     | 11                                     | 9                                      | 12                                     | 12                                     | 15                                     | 17                                     | 19                                     | 23                                     | 24                                     | 27                                     | 37                                     | uit                                    |

### NederlandseSingle Top 100
| Hitnotering: 11-05-2013 t/m 31-08-2013 | Hitnotering: 11-05-2013 t/m 31-08-2013 | Hitnotering: 11-05-2013 t/m 31-08-2013 | Hitnotering: 11-05-2013 t/m 31-08-2013 | Hitnotering: 11-05-2013 t/m 31-08-2013 | Hitnotering: 11-05-2013 t/m 31-08-2013 | Hitnotering: 11-05-2013 t/m 31-08-2013 | Hitnotering: 11-05-2013 t/m 31-08-2013 | Hitnotering: 11-05-2013 t/m 31-08-2013 | Hitnotering: 11-05-2013 t/m 31-08-2013 | Hitnotering: 11-05-2013 t/m 31-08-2013 | Hitnotering: 11-05-2013 t/m 31-08-2013 | Hitnotering: 11-05-2013 t/m 31-08-2013 | Hitnotering: 11-05-2013 t/m 31-08-2013 | Hitnotering: 11-05-2013 t/m 31-08-2013 | Hitnotering: 11-05-2013 t/m 31-08-2013 | Hitnotering: 11-05-2013 t/m 31-08-2013 | Hitnotering: 11-05-2013 t/m 31-08-2013 | Hitnotering: 11-05-2013 t/m 31-08-2013 |
| Week:                                  | 1                                      | 2                                      | 3                                      | 4                                      | 5                                      | 6                                      | 7                                      | 8                                      | 9                                      | 10                                     | 11                                     | 12                                     | 13                                     | 14                                     | 15                                     | 16                                     | 17                                     |                                        |
| -------------------------------------- | -------------------------------------- | -------------------------------------- | -------------------------------------- | -------------------------------------- | -------------------------------------- | -------------------------------------- | -------------------------------------- | -------------------------------------- | -------------------------------------- | -------------------------------------- | -------------------------------------- | -------------------------------------- | -------------------------------------- | -------------------------------------- | -------------------------------------- | -------------------------------------- | -------------------------------------- | -------------------------------------- |
| Positie:                               | 87                                     | 16                                     | 16                                     | 18                                     | 21                                     | 20                                     | 21                                     | 28                                     | 29                                     | 24                                     | 31                                     | 32                                     | 42                                     | 44                                     | 57                                     | 57                                     | 77                                     | uit                                    |

### VlaamseUltratop 50
| Hitnotering: (week 1) 22-06-2013 Hitnotering: (week 2 t/m 12) 06-07-2013 t/m 14-09-2013 | Hitnotering: (week 1) 22-06-2013 Hitnotering: (week 2 t/m 12) 06-07-2013 t/m 14-09-2013 | Hitnotering: (week 1) 22-06-2013 Hitnotering: (week 2 t/m 12) 06-07-2013 t/m 14-09-2013 | Hitnotering: (week 1) 22-06-2013 Hitnotering: (week 2 t/m 12) 06-07-2013 t/m 14-09-2013 | Hitnotering: (week 1) 22-06-2013 Hitnotering: (week 2 t/m 12) 06-07-2013 t/m 14-09-2013 | Hitnotering: (week 1) 22-06-2013 Hitnotering: (week 2 t/m 12) 06-07-2013 t/m 14-09-2013 | Hitnotering: (week 1) 22-06-2013 Hitnotering: (week 2 t/m 12) 06-07-2013 t/m 14-09-2013 | Hitnotering: (week 1) 22-06-2013 Hitnotering: (week 2 t/m 12) 06-07-2013 t/m 14-09-2013 | Hitnotering: (week 1) 22-06-2013 Hitnotering: (week 2 t/m 12) 06-07-2013 t/m 14-09-2013 | Hitnotering: (week 1) 22-06-2013 Hitnotering: (week 2 t/m 12) 06-07-2013 t/m 14-09-2013 | Hitnotering: (week 1) 22-06-2013 Hitnotering: (week 2 t/m 12) 06-07-2013 t/m 14-09-2013 | Hitnotering: (week 1) 22-06-2013 Hitnotering: (week 2 t/m 12) 06-07-2013 t/m 14-09-2013 | Hitnotering: (week 1) 22-06-2013 Hitnotering: (week 2 t/m 12) 06-07-2013 t/m 14-09-2013 | Hitnotering: (week 1) 22-06-2013 Hitnotering: (week 2 t/m 12) 06-07-2013 t/m 14-09-2013 | Hitnotering: (week 1) 22-06-2013 Hitnotering: (week 2 t/m 12) 06-07-2013 t/m 14-09-2013 |
| Week:                                                                                   | 1                                                                                       |                                                                                         | 2                                                                                       | 3                                                                                       | 4                                                                                       | 5                                                                                       | 6                                                                                       | 7                                                                                       | 8                                                                                       | 9                                                                                       | 10                                                                                      | 11                                                                                      | 12                                                                                      |                                                                                         |
| --------------------------------------------------------------------------------------- | --------------------------------------------------------------------------------------- | --------------------------------------------------------------------------------------- | --------------------------------------------------------------------------------------- | --------------------------------------------------------------------------------------- | --------------------------------------------------------------------------------------- | --------------------------------------------------------------------------------------- | --------------------------------------------------------------------------------------- | --------------------------------------------------------------------------------------- | --------------------------------------------------------------------------------------- | --------------------------------------------------------------------------------------- | --------------------------------------------------------------------------------------- | --------------------------------------------------------------------------------------- | --------------------------------------------------------------------------------------- | --------------------------------------------------------------------------------------- |
| Positie:                                                                                | 45                                                                                      | uit                                                                                     | 49                                                                                      | 48                                                                                      | 29                                                                                      | 24                                                                                      | 28                                                                                      | 36                                                                                      | 31                                                                                      | 41                                                                                      | 41                                                                                      | 36                                                                                      | 45                                                                                      | uit                                                                                     |